# هوآنگ ژو
هوآنگ ژو (به انگلیسی: Huang Xu) ژیمناست زادهٔ ۴ فوریهٔ ۱۹۷۹ میلادی اهل کشور چین است.